# Rutilodexia angustipennis
Rutilodexia angustipennis là một loài ruồi trong họ Tachinidae.